# هیثم یکم شروانشاه
هیثم یکم نخستین شروان‌شاه بود. او در سال ۸۶۱ عملاً از عباسیان مستقل شد و سلسله مزیدی را بنیان نهاد. مشخص نیست که سلطنت او چه زمانی پایان یافته‌است.